# 小行星3212
小行星3212（3212 Agricola）是一颗绕太阳运转的小行星，为主小行星带小行星。该小行星于1938年2月19日发现。
該小行星以德國科學家格奧爾格·阿格里科拉命名。

## 轨道参数
小行星3212的轨道半长轴为2.2557328 UA，离心率为0.153。